# 本港地區天氣預報
本港地區天氣預報（英文：Local Weather Forecast）是香港天文台臨近天氣預報服務，提供實時天氣概況、即日天氣預測，以及概述天文台責任範圍內的熱帶氣旋動向。該項預報於每小時的45分更新，而在午夜12時正、下午4時15分、晚上11時15分亦會更新；下午4時15分主要是發布當晚及翌日天氣為主，而晚上11時15分則主要是發布當日的天氣回顧概述及預報翌日天氣。午夜12時正的更新則主要是供給報章刊登之用。有別於九天天氣預報，此服務僅提供即日的天氣預報，並以不多於3句的「展望」簡述未來數日的天氣。
當天文台發出熱帶氣旋警告信號期間，天文台不會再於本預報發佈天氣實況（晚上11時15分、午夜12時正及凌晨12時45分除外），只會提供天氣預測。當天氣實況與預報有所出入，亦會在上述時間以外作更新。

## 外部連結
- 香港天文台. .   [2014-04-05]. （原始内容存档于2019-11-25）.